# Dick Turpin
Richard Turpin (Hempstead, Essex, 21 de septiembre de 1705-Knavesmire, York, 7 de abril de 1739), apodado Dick Turpin, fue un salteador de caminos inglés del siglo XVIII, cuyas hazañas fueron idealizadas tras su ejecución en York por robo de caballos. Turpin pudo haber seguido el oficio de su padre como carnicero al principio de su vida pero, para principios de la década de 1730, se había unido a una banda de ladrones de ciervos y, más tarde, se convirtió en cazador furtivo, ladrón, ladrón de caballos y asesino. También es conocido por una cabalgata nocturna ficticia de 320 km desde Londres a York en su caballo Black Bess, una historia que fue popularizada por el novelista victoriano William Harrison Ainsworth casi 100 años después de la muerte de Turpin.
La participación de Turpin en el crimen con el que está más estrechamente asociado, el robo en las carreteras, ocurrió luego del arresto de los otros miembros de su banda en 1735. Luego desapareció de la vista del público hacia fines de ese año, solo para reaparecer en 1737 con dos nuevos cómplices, a uno de los cuales posiblemente disparó y mató accidentalmente. Turpin huyó de la escena y poco después mató a un hombre que intentó capturarlo. Más tarde ese año se mudó a Yorkshire, donde asumió el alias de John Palmer. Mientras se hospedaba en una posada, los magistrados locales comenzaron a sospechar de "Palmer" y le hicieron preguntas sobre cómo financiaba su estilo de vida. Sospechoso de ser ladrón de caballos, "Palmer" fue encarcelado en el castillo de York, para ser juzgado en los juicios venideros. La verdadera identidad de Turpin fue revelada por una carta que le escribió a su cuñado desde su celda de la prisión y que cayó en manos de las autoridades. El 22 de marzo de 1739, Turpin fue declarado culpable de dos cargos de robo de caballos y condenado a muerte. Fue ejecutado el 7 de abril de 1739.
Turpin se convirtió en tema de leyenda después de su ejecución, idealizado como un bandido apuesto y heroico en las baladas inglesas y el teatro popular de los siglos XVIII y XIX, así como en el cine y la televisión en el siglo XX y siglo XXI.

## Biografía
Richard "Dick" Turpin nació el 21 de septiembre de 1705 en la posada Blue Bell Inn (más tarde llamada Rose and Crown) en Hempstead, Essex (Inglaterra), el quinto de los seis hijos de John Turpin y Mary Elizabeth Parmenter. Fue bautizado en la misma parroquia donde sus padres se habían casados diez años antes. El padre de Turpin era carnicero y posadero. Varias historias sugieren que Dick Turpin pudo haber seguido a su padre en estos oficios; una sugiere que de adolescente fue aprendiz de carnicero en el pueblo de Whitechapel, mientras que otra sugiere que tenía su propia carnicería en Thaxted. El testimonio de su juicio en 1739 sugiere que tenía una educación rudimentaria y que, si bien no sobreviven registros de la fecha de la ceremonia, se casó en 1725 con Elizabeth Millington.Tras terminar de aprender el oficio se mudaron a Buckhurst Hill, Essex, donde Turpin abrió una carnicería.
Sin embargo, pronto se inició en actividades ilícitas, robando ganado para su carnicería. Turpin probablemente se involucró con la banda de ladrones de ciervos de Essex a principios de la década de 1730. La caza furtiva de ciervos había sido endémica durante mucho tiempo en el Bosque Real de Waltham, y en 1723 se promulgó el Acta Negra (llamada así porque prohibía ennegrecer o disfrazar las caras mientras se estaba en los bosques) para hacer frente a tales problemas. El robo de ciervos era un delito doméstico que no se juzgaba en tribunales civiles, sino ante jueces de paz, y no fue sino hasta 1737 que se introdujo la pena más severa del destierro penal de siete años. Sin embargo, en 1731 siete verderers (una suerte de guardias forestales) se preocuparon tanto por el aumento de la actividad que firmaron una declaración jurada que describía sus preocupaciones. La declaración fue presentada a Thomas Pelham-Holles, primer duque de Newcastle, quien respondió ofreciendo una recompensa de £10 libras a cualquiera que ayudara a identificar a los ladrones, además de un perdón para aquellos ladrones que delataran a sus colegas. Después de una serie de incidentes funestos, que incluyeron la amenaza de muerte a un cuidador y su familia, en 1733 el gobierno aumentó la recompensa a £50 libras (alrededor de £7,900 libras a precio de 2021).
La banda de Essex (a veces llamada la banda Gregory), que incluía a Samuel Gregory, sus hermanos Jeremiah y Jasper, Joseph Rose, Mary Brazier (la perista de la pandilla), John Jones, Thomas Rowden y un joven John Wheeler, necesitaba contactos que les ayudaran a deshacerse de los ciervos. Turpin, un joven carnicero que comerciaba en la zona, casi con certeza se vio involucrado en sus actividades. En 1733, la suerte cambiante de la pandilla pudo haberlo empujado a dejar el negocio de la carnicería y se convirtió en el dueño de una taberna, probablemente Rose and Crown en Clay Hill. Aunque no hay evidencia que sugiera que Turpin estuvo directamente involucrado en los robos, para el verano de 1734 era un colaborador cercano de la banda, lo que puede indicar que lo conocían desde hacía algún tiempo.
Para octubre de 1734, varios miembros de la banda habían sido capturados o habían huido, y los miembros restantes se alejaron de la caza furtiva, asaltando la casa de un vendedor y tendero llamado Peter Split, en Woodford. Aunque las identidades de los perpetradores son desconocidas, Turpin pudo haber estado involucrado. Dos noches después volvieron a atacar, esta vez en la casa en Woodford de un caballero llamado Richard Woolridge, un proveedor de armas pequeñas en la Oficina de Artillería en la Torre de Londres. En diciembre de ese año, Jasper y Samuel Gregory, John Jones y John Wheeler atacaron la casa de John Gladwin (un vendedor ambulante) y John Shockley, en Chingford. El 19 de diciembre, Turpin y otros cinco hombres asaltaron la casa de Ambrose Skinner, un granjero de 73 años de Barking, y se fueron con un estimado de £300 libras.
Cuando eventualmente fue descubierto, Turpin logró fugarse y se convirtió en salteador de caminos. Durante un tiempo formó parte de una célebre banda que actuaba en el bosque de Epping, pero posteriormente empezó a asaltar carruajes con un solo compañero y su figura pronto adquirió perfiles legendarios. Cometió infinidad de asaltos y varios homicidios. 
Más tarde trasladó su campo de operaciones a Lincolnshire y Yorkshire, donde se dedicó especialmente a robar caballos y ganado. Sin embargo, fue atrapado por la justicia, juzgado en York por el robo de caballos y condenado a muerte. Fue ahorcado en York el 7 de abril de 1739, cuando contaba con 33 años.

## Perspectivas posteriores

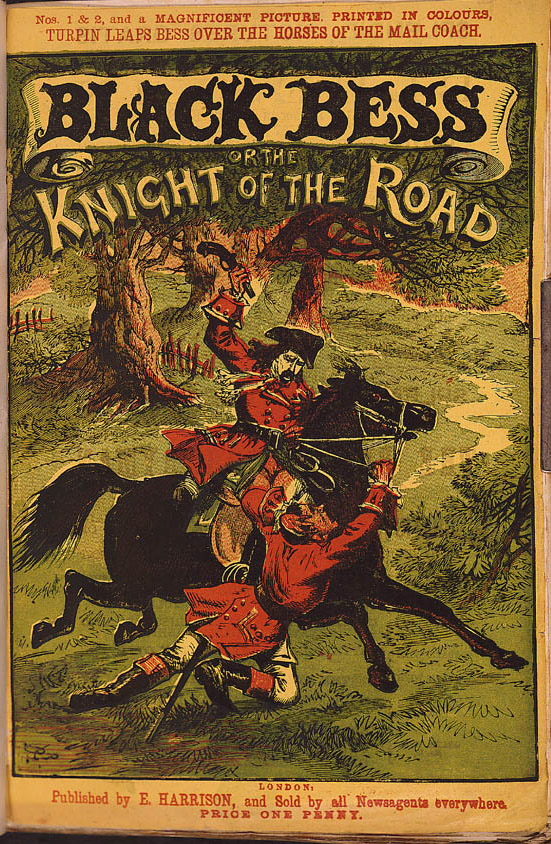
Black Bess or The Knight of the Road (Black Bess o El caballero del camino), penny dreadful c. 1866–1868.

Parte de la leyenda de Turpin puede deberse a The Genuine History of the Life of Richard Turpin (La genuina historia de la vida de Richard Turpin; 1739), de Richard Bayes, una mezcla de realidad y ficción que se juntó apresuradamente tras el juicio, para satisfacer a un público crédulo. Los discursos de condenados, las biografías de los criminales y la literatura procesal eran géneros populares durante finales del siglo XVII y principios del XVIII. Escritas para una audiencia masiva y precursoras de la novela moderna, fueron "reproducidas a una escala que no puede compararse con ningún período anterior o posterior". Tales obras tenían la función de servir como fuente de noticias así como de ser un "foro en el que se podían expresar y negociar en general los miedos sobre el crimen, el castigo, el pecado, la salvación, las obras de la providencia y la transgresión social y moral".
El documento de Bayes contiene elementos de conjetura. Por ejemplo, su afirmación de que Turpin estaba casado con una tal señorita Palmer (y no con Elizabeth Millington) es casi con certeza incorrecta, y la fecha del matrimonio de Turpin, sobre la cual no se han encontrado pruebas documentales, parece basarse únicamente en la afirmación de Bayes respecto a que para 1739 Turpin llevaba 11 o 12 años de casado. Su relato sobre los presentes durante los robos cometidos por la banda de Essex a menudo contiene nombres que nunca aparecieron en los reportes de los periódicos contemporáneos, lo que sugiere, según el autor Derek Barlow, que Bayes embelleció su historia. La descripción de Bayes de la relación de Turpin con "King el salteador" es casi con certeza ficticia. Turpin probablemente conocía ya a Matthew King para 1734, y se asoció activamente con él desde febrero de 1737, pero la historia del "Salteador caballero" puede haber sido creada solo para vincular el fin de la banda de Essex con cómo el autor recordaba los hechos. Barlow también interpreta el relato del robo del cadáver de Turpin, que se anexó a la publicación hecha por Thomas Kyll en 1739, como "manejado con tal delicadeza que casi equivale a reverencia", y por lo tanto de sospechosa procedencia.
No existe ningún retrato contemporáneo de Turpin, quien, como figura notoria pero común y corriente, no era considerado suficientemente importante como para ser inmortalizado. Un grabado en una edición de la publicación de Bayes de 1739, en el que se aprecia a un hombre escondido en una cueva, es a veces identificado con el bandido, pero la descripción más cercana que existe es la de John Wheeler: "Un hombre de color fresco, muy marcado por la viruela, alrededor de cinco pies y nueve pulgadas de alto [aproximadamente 1.75 m]... usa un abrigo gris azulado y una peluca de color claro". Un retrato creado por computadora (E-FIT) de Turpin, hecho a partir de tales informes, fue publicado por el Museo del Castillo de York en 2009.
Turpin es más famoso por sus hazañas como salteador de caminos, pero antes de ser ejecutado, el único reporte contemporáneo de él como tal data de junio de 1737, cuando se publicó un periódico en gran formato titulado "Noticias noticias: grandes y maravillosas noticias de Londres en tumultos o alborotos por el Gran Turpin, con su fuga a Irlanda". Aunque algunos de sus contemporáneos se convirtieron en tema de los chapbooks, nombres como James Hind, Claude Duval y William Nevison no son tan conocidos hoy como la leyenda de Dick Turpin, cuyas hazañas hechas ficción comenzaron a aparecer por primera vez alrededor de finales del siglo XIX. Sin embargo, fue el relato de una legendaria cabalgata entre Londres y York lo que impulsó al autor del siglo XIX William Harrison Ainsworth a incluir y embellecer la hazaña en su novela de 1834 Rookwood. Ainsworth usó a Turpin como un dispositivo de la trama, describiéndolo de una manera que lo hace más vivaz que los otros personajes del libro. Turpin se presenta con el seudónimo de Palmer, y luego se ve obligado a escapar en su yegua, Black Bess. Aunque lo suficientemente rápido como para mantenerse por delante de los que lo persiguen, Black Bess finalmente muere bajo el estrés del viaje. Esta escena atrajo más a los lectores que el resto de la obra, y como Turpin fue representado como un personaje simpático que hacía que la vida de un criminal pareciera atractiva, la historia pasó a formar parte de la leyenda moderna que rodea a Turpin. El artista Edward Hull se benefició de la historia de Ainsworth, publicando seis impresiones de eventos notables en la carrera de Turpin.
La historia de Ainsworth sobre la cabalgata nocturna de Turpin de Londres a York en su yegua Black Bess tiene su origen en un episodio descrito por Daniel Defoe en su obra de 1727 Un viaje a través de toda la Isla de Gran Bretaña. Después de cometer un robo en Kent en 1676, William Nevison aparentemente viajó a York para poder tener una coartada, y el relato de Defoe sobre ese viaje se convirtió en parte de la leyenda popular. Un viaje similar se le atribuyó a Turpin ya en 1808, y se estaba actuando en los escenarios ya para 1819, pero la hazaña como la imagina Ainsworth (unos 320 kilómetros en menos de un día) es imposible. Sin embargo, la leyenda sobre Black Bess de Ainsworth se repitió en obras como Black Bess or The Knight of the Road (Black Bess o El caballero del camino), un penny dreadful en 254 partes publicado entre 1867 y 1868. En estos relatos, Turpin era el héroe, acompañado por sus fieles colegas Claude Duval, Tom King y Jack Rann. Estas narrativas, que transformaron a Turpin de ser un matón y asesino con marcas de viruela a "un caballero del camino [y] protector de los débiles", siguieron una tradición cultural popular de romantizar a criminales ingleses. Esta práctica se refleja en las baladas escritas sobre Turpin, la primera de las cuales, Dick Turpin, parece haber sido publicada en 1737. Baladas posteriores presentaron a Turpin como una figura del estilo de Robin Hood en el siglo XVIII: "Turpin was caught and his trial was passed, and for a game cock he died at last. Five hundred pounds he gave so free, all to Jack Ketch as a small legacy" ("Turpin fue capturado y su juicio fue aprobado, y por un gallo de juego murió al fin. Quinientas libras repartió gratis, todas a Jack Ketch como un pequeño legado").

## Recreaciones ficticias
El novelista inglés William Harrison Ainsworth alcanzó su primer éxito como escritor romántico en 1834 con la novela Rookwood, en la que Dick Turpin es el personaje principal.
En 1974 el cineasta español Fernando Merino dirigió la película Dick Turpin, basada en su vida.
Además, su vida fue ficcionalizada en una serie de televisión inglesa, también titulada Dick Turpin, emitida entre 1979 y 1982, donde se mostraban sus habilidades para la lucha, en pos de ayudar a quienes lo necesitaren, junto a su compañero Nick Smith (Swiftnick). La serie tuvo varios directores en sus diferentes temporadas, siendo protagonizada por Richard O'Sullivan como Dick y por Michael Deeks como Swiftnick.
En 1979 Ramón de la Fuente ilustró sus aventuras en una serie homónima de cómic.
En marzo de 2024 se estrena la serie de comedia y aventura Las aventuras (completamente inventadas) de Dick Turpin en Apple TV+, con Noel Fielding en el papel de Turpin.